# بول هيمفيل
بول هيمفيل (بالإنجليزية: Paul Hemphill) (18 فبراير 1936 - 11 يوليو 2009)؛ صحفي وروائي أمريكي.